# Wilhelm Olivier Leube
Wilhelm Olivier Leube (Ulma, 14 settembre 1842 – Langenargen, 16 maggio 1922) è stato un medico tedesco.

## Biografia
Studiò medicina a Tubinga, Zurigo, Berlino e Monaco, e dal 1868 lavorò come assistente presso la clinica medica di Erlangen. Nel 1872, all'Università di Jena, divenne professore di patologia e terapia speciale, nonché direttore della clinica medica. A Jena, uno dei suoi assistenti fu notato dal medico Ottomar Rosenbach (1851-1907). Successivamente fu professore presso le Università di Erlangen (1874-1885) e Würzburg, dove nel 1895/96 fu rettore universitario.
Wilhelm Leube è ricordato per il suo lavoro sui disturbi gastrici e intestinali tra cui la ricerca pionieristica di "dispepsia nervosa". Nel 1871 introdusse una procedura nota come intubazione per recuperare il contenuto dello stomaco. Successivamente introdusse dei "pasti di prova" di diversi tipi di cibo, che sarebbero serviti ai pazienti, e successivamente recuperati tramite il "tubo gastrico" di Leube a orari prestabiliti. Attraverso queste procedure, Leube ha studiato il grado di digestione del pasto, nonché la quantità e la concentrazione di acido e pepsina nello stomaco dei pazienti. Con il fisiologo Isidor Rosenthal (1836-1915), sviluppò la Leube-Rosenthalsche Fleischsolution (soluzione di carne Leube-Rosenthal).
Tra le opere scritte di Leube vi era un trattato influente sulle malattie gastroenterologiche chiamato "Die Krankheiten des Magens und Darms" (1875), che era incluso in "Handbuch der speciellen Pathologie und Therapie" di Hugo Wilhelm von Ziemssen. Leube morì il 16 maggio 1922 al castello di Montfort sul lago di Costanza.